# 메탈 기어
《메탈 기어》(Metal Gear), メタルギア)는 일본의 비디오 게임 회사 코나미가 배급하고 코지마 히데오가 제작한 일련의 테크노스릴러 잠입 게임 시리즈이다. 첫 번재 게임 《메탈 기어》는 1987년 가정용 컴퓨터 MSX로 출시됐다. 플레이어는 대개 적진에 홀로 잠입한 병사가 되어 "메탈 기어"라는 이족보행 핵탑재 병기를 확보 및 처리하는 것이 목표이다.
여러 플랫폼들을 통해 원작의 줄거리를 확장한 후속작들이 제작됐다. 플레이스테이션으로 제작된 시리즈 세 번째 게임 《메탈 기어 솔리드》는 3차원 그래픽으로 전환하고 시리즈를 전세계의 무대에 도약시켰다. 2021년 12월 기준으로 프랜차이즈 내 게임들의 전세계 누적판매량은 5800만 장이다.

## 시리즈
최초의 메탈기어는 1987년에 일본과 유럽에서 MSX2 컴퓨터 용으로 발매되었다. 이 게임은 적과의 직접 전투가 아닌 잠입을 주요 요소로 하는 게임의 선구자였다. 이러한 게임 방식은 MSX 하드웨어의 성능상의 제약으로 인해 한번에 많은 수의 적을 표시하기가 힘든 것에서 착안되었다고 한다. 잠입과 회피, 이족보행 핵탑재 로봇, 무전기를 통한 힌트 및 스토리 진행 등의 주요한 요소들이 이미 이 작품에서 완성되어 있다. 후속작인 메탈 기어 2: 솔리드 스네이크(플레이스테이션2용 메탈 기어 솔리드 2와는 다른 작품)는 1990년에 일본에서 MSX2용으로 발매되었다.
1998년, 메탈 기어 시리즈는 "메탈 기어 솔리드"라는 제목으로 플레이스테이션용으로 돌아온다. 기본적인 시스템과 스토리 라인은 계승하면서, 플레이스테이션의 성능을 최대한으로 발휘한 3D 그래픽으로 제작되었다. 메탈기어 솔리드는 세계적으로 600만장 이상의 판매고를 올림으로써 코나미의 대표 작품이 되었으며, 다른 잠입 액션 방식의 게임들이 나오게 하는 계기가 되었다.
이후 메탈 기어 솔리드의 후속작으로 2001년에 메탈 기어 솔리드 2: 선즈 오브 리버티가 발매되어 전작의 스토리를 계승하는 한편 당시 새로운 하드웨어인 플레이스테이션 2의 성능을 최대한 발휘한 그래픽을 뽐내었다. 2004년에는 메탈 기어 솔리드 3: 스네이크 이터가 한층 더 발전된 그래픽으로 발매되었으며, 이 작품은 과거로 돌아가 메탈기어 이전의 스토리를 보여주었다.
2008년 6월 발매된 메탈 기어 솔리드 4: 건즈 오브 더 패트리어트는 플레이스테이션 3용으로 신규 하드웨어의 성능을 완벽히 활용하는 뛰어난 그래픽을 광고 영상을 통해 보여주었다. 메탈 기어 솔리드 4는 메탈 기어 솔리드 2에서 이어지는 스토리를 다루고 있으며, 3편의 카무플라주(위장) 시스템을 더 발전시켰다. 이 작품을 끝으로 더 보스(3편의 캐릭터)에서 솔리드 스네이크까지 이어지는 메탈 기어 솔리드의 스토리는 종결되었으며 이후에 나오는 후속작들은 스토리상으로 프리퀄 또는 스핀오프 형식을 취하고 있다.

### 주 시리즈
MSX2용 메탈 기어에서 시작된 주요 스토리 라인상에 있는 게임은 다음과 같다.
- 메탈 기어 (MSX2, 패미콤, NES, C64, PC, 모바일폰, 1987)
- 메탈 기어 2: 솔리드 스네이크 (MSX2, 모바일폰, 1990)
- 메탈 기어 솔리드 (플레이스테이션, PC, 1998)
- 메탈 기어 솔리드 2: 선즈 오브 리버티 (플레이스테이션 2, 2001)
- 메탈 기어 솔리드 3: 스네이크 이터 (플레이스테이션 2, 2004)
- 메탈 기어 솔리드 4: 건즈 오브 더 패트리어트 (플레이스테이션 3, 2008)
- 메탈 기어 솔리드: 피스워커 (플레이스테이션 포터블, 2010)
- 메탈 기어 솔리드 5: 그라운드 제로즈 (플레이스테이션 3, 플레이스테이션4, 엑스박스360, 엑스박스 원, PC, 2014)
- 메탈 기어 솔리드 5: 팬텀 페인 (플레이스테이션 3, 플레이스테이션4, PC, 2015)

### 리메이크 및 자료
메탈 기어 솔리드 및 이후의 작품들은 추가 요소가 첨가된 완전판/확장판이 발매되었다. 일본에서 발매된 메탈 기어 솔리드 1편과 2편은 일본어 음성으로 제작된 데 반해, 각각의 확장판인 인테그랄과 서브스탠스에는 북미버전에 사용된 영어 음성이 수록되어 있다. 대한민국에 발매된 메탈 기어 솔리드 2는 본편인 선즈 오브 리버티와 확장판인 서브스탠스 모두 영어 음성에 한글 자막으로 제작되어 있다.
메탈 기어 솔리드 1편은 게임큐브 독점으로 제작된 메탈 기어 솔리드: 트윈 스네이크 (2004)로 리메이크 되었다. 트윈 스네이크는 영어 음성을 전부
다시 더빙하여 제작되었으며, 이벤트 동영상도 모두 새로 제작되었다. 트윈 스네이크는 실리콘 나이츠에서 제작되었으며, 이벤트 동영상은 류헤이 키타무라 감독이 제작하였다. 트윈 스네이크는 일어 음성으로는 제작되지 않았다.
- 메탈 기어 솔리드: 인테그랄 (플레이스테이션, 1999)
- 메탈 기어 솔리드: VR Missions (플레이스테이션, 1999)
- 메탈 기어 솔리드 2: 서브스탠스 (엑스박스/플레이스테이션 2/PC, 2002)
- 도큐먼트 오브 메탈 기어 솔리드 2 (플레이스테이션 2, 2002)
- 메탈 기어 솔리드: 트윈 스네이크]] (게임큐브, 2004)
- 메탈 기어 솔리드 3: 서브시스턴스 (플레이스테이션 2, 2005)
- 메탈 기어 솔리드 4: 건즈 오브 더 패트리어트 (플레이스테이션 3, 2008)

### 외전 및 다른 시리즈
주요 스토리 라인을 따르지 않는 메탈기어 관련 게임들이 발매되었다.
스네이크의 복수는 1990년에 NES용으로 발매된 게임으로, MSX2용 메탈 기어의 속편으로서 제작되었다. 이 게임은 일본에서 제작되었지만 서구 시장을 목표로 한 것으로서, 일본 버전은 발매되지 않았다. 고지마 히데오 감독은 이 게임의 제작에 참여하지 않았지만, 그 게임에 영감을 받아 메탈 기어 2를 제작하게 되었다고 한다.
메탈 기어: 고스트 바벨은 게임보이 컬러용으로 2000년에 발매된 게임이며, 영문판은 메탈 기어 솔리드로 제목이 바뀌었다. 이 게임은 메탈 기어의 스토리를 배경으로 제작되었으나 이전의 메탈 기어의 속편으로 여겨지지는 않는다. 이 게임은 메탈 기어 2와 메탈 기어 솔리드의 이벤트는 무시하고 있으며, 메탈 기어 이후 7년을 배경으로 한다.
메탈 기어 애시드는 2004년에 PSP용으로 발매된 게임이다. 메탈 기어 애시드 시리즈는 다른 메탈 기어 게임과는 달리 카드 배틀을 기반으로 하는 전략 게임에 잠입 요소를 추가한 게임이다. 같은 코나미에서 제작된 카드 배틀 게임인 유희왕과 흡사하다.
메탈 기어 옵스는 2006년에 PSP용으로 발매된 게임이다. 메탈 기어 애시드와는 달리 카드 배틀이 아닌 액션 게임이다. 온라인 게임 이외에 PSP용 GPS나 AP검색등을 이용해 병사들을 추가시킬수 있으며, 애드혹을 이용해 다른 플레이어와 병사 교환도 가능하다. 이 게임은 메탈 기어 솔리드 3 이후의 상황을 그리고 있고 메탈 기어 (1987)으로 이어진다.
메탈 기어 솔리드 터치는 2009년에 아이폰용으로 앱스토어를 통해 발매된 게임이다. 메탈 기어 솔리드 터치는 시리즈 최초로 터치를 사용하며 다른 메탈 기어 게임과는 다르게 슈팅으로 나왔으며 내용은 메탈 기어 솔리드4: 건즈 오브 더 패트리어트를 기반으로 했다. 조작은 모든 것을 중력센서와 터치로 한다.
- 스네이크의 복수 (NES, 1990)
- 메탈 기어: 고스트 바벨 (게임보이 컬러, 2000)
- 메탈 기어 애시드 (PSP, 2004)
- 메탈 기어 애시드 2 (PSP, 2005)
- 메탈 기어 포터블 옵스 (PSP, 2006)
- 메탈 기어 솔리드 터치 (아이폰, 2009)

### 다른 이식버전
MSX2용 메탈 기어의 발매 이후, 닌텐도 패미컴과 NES(패미컴의 서구 버전)용으로 메탈 기어가 이식된다. NES버전은 고지마 히데오 감독이 참여하지 않았으며, 지형 설계 및 메탈 기어 로봇의 삭제 등 상당한 변경이 가해졌다. NES버전에서는 북미 컴퓨터용으로 IBM PC용 이식과 코머도어 64용 이식이 발매되어 나왔다. 패미콤 버전은 일본에서 발매한 트윈 스네이크의 번들로서 게임큐브용으로 다시 만들어졌다.
2004년에는 MSX2용 메탈 기어와 메탈 기어 2가 일본에서 핸드폰으로 이식되어 발매되었다. 이 두 게임은 새로운 게임 모드와 아이템을 포함하고 있다. 이 두 이식은 앞으로 발매될 메탈 기어 솔리드 3: 서브시스턴스에 포함될 예정이다.
PC용 메탈 기어 솔리드의 이식은 마이크로소프트 게임 스튜디오에서 이식하였으며, 2000년에 발매되었다. 이 이식 버전은 인테그랄 버전을 기반으로 하고 있으며, 오리지널 게임과 VR Mission을 모두 포함하고 있다.
메탈 기어 솔리드 2: 서브스탠스는 2002년에 엑스박스와 PC로 이식되었다.

## 스토리 라인
메탈 기어 시리즈는 총 8개의 타이틀로 스토리가 구성된다.
메탈 기어 시리즈의 비하인드 스토리인 메탈 기어 솔리드 3가 첫 번째가 된다.
다음 표는 게임상 설정년도차로 정렬된 표이다.
| 게임명                                                 | 설정년도        |
| ------------------------------------------------------ | --------------- |
| 메탈 기어 솔리드 3: 스네이크 이터                      | 1964년          |
| 메탈 기어 솔리드: 포터블 옵스                          | 1970년          |
| 메탈 기어 솔리드: 피스 워커                            | 1974년          |
| 메탈기어솔리드V:그라운드제로스                         | 1975년          |
| 메탈기어솔리드V:더 펜텀페인                            | 1984년          |
| 메탈 기어                                              | 1995년          |
| 메탈 기어 2: 솔리드 스네이크                           | 1999년          |
| 메탈 기어 솔리드                                       | 2005년          |
| 메탈 기어 솔리드 2: 선즈 오브 리버티 탱커편 / 플랜트편 | 2007년 / 2009년 |
| 메탈 기어 솔리드 4: 건즈 오브 패트리어트               | 2014년          |

## 스토리

### 메탈 기어 솔리드 3: 스네이크 이터 (PlayStation 2)
- 메탈 기어 솔리드 3는 기존의 모든 메탈 기어 시리즈의 이전을 배경으로 하고 있다.

#### 버츄어스 미션 (Virtuous Mission)
냉전이 한창이던 1964년, 소련의 과학자 니콜라니 스테파노비치 소코로프는 미국에 망명을 요청한다. CIA 소속의 잠입첩보부대 FOX의 대원 '잭'은 소코로프를 구출하라는 명령과 코드네임 '네이키드 스네이크'를 부여받고, 고공낙하(HALO점프)를 통해 소련에 침투한다. 소코로프 박사는 어떠한 지형에서도 핵 미사일을 발사 할 수 있고, 단독으로 전선돌파가 가능한 만능형 2족주행 장갑차 '샤고호드'를 개발할 것을 강요받고 있었던 것이다. 페이즈 1의 개발, 실험이 끝나고 페이즈 2의 완성을 목전에 두고 있을 때, 소코로프와 함께 OKB-747 병기개발국을 탈출하던 스네이크는 퍼밋급 원자력 잠수함의 내부에서 통신으로 작전에 참여하고 있는 줄 알았던 자신의 스승 '더 보스'와 조우한다. 2차대전을 종식시키고 특수부대의 원형을 만들었던 전설의 영웅 더 보스는 코브라 부대를 이끌고 GRU의 볼긴 대령이 이끄는 급진파인 브레즈네프에 망명하고, 이때 초소형 무반동 핵탄두 발사장치인 '데이비 크로켓'을 건네준다. 스네이크는 더 보스에게 던져져 한쪽 팔이 부러진채 강바닥으로 떨어진다. 소련 정부를 전복시키려는 볼긴은 소코로프와 샤고호드를 포획하며, 연구시설을 소형 핵미사일로 파괴한다.

#### 스네이크 이터 작전 (Operation Snake Eater)
버츄어스 미션의 실패가 있은지 일주일 후, ICU(중환자실)에 입원 중이던 스네이크는 제로 소령, 패러메딕과 함께 다시 임무에 파견된다. 버츄어스 미션에서 더 보스에게 당한 스네이크를 구출하던 미국의 건쉽이 소련의 레이다에 포착되었고, 소련 정부는 OKB-747 병기개발국의 파괴가 미국의 핵공격에 의한 것으로 간주하여 전쟁을 선포하려 한다. 일촉즉발의 위기에 미국이 이 사건과 관련이 없다는 것을 증명하기 위해서 볼긴과 더 보스를 쓰러뜨리고 샤고호드를 파괴할 것을 명령받았던 것이다.
스네이크는 이전 NSA의 암호해독가로서 소련에 망명한 정보원인 아담을 만나려 하지만, 대신 등장한 에바를 만나 볼긴의 기지인 그로즈니그라드에 침투하나 볼긴에게 체포된다. 소코로프는 볼긴의 고문에 사망하며, 스네이크는 에바를 보호하려다 오른쪽 눈을 잃게 된다. 감옥에서 탈출한 스네이크는 샤고호드를 파괴하고 볼긴 대령을 쓰러뜨리며, 마지막으로 더 보스를 꺾고 임무를 완수한다.
그러나 실제로 더 보스는 미국의 명령을 받아 볼긴이 가지고 있는 현자의 유산을 탈환하고 샤고호드를 파괴하는 임무를 수행하기 위해 거짓 망명한 것이었으며, 핵공격이 미국의 의도가 아니었다는 것을 소련 정부에 증명하기 위해 미국측 요원의 손에 제거 당하는 역까지 수행해낸 것이었다. 사실은 중국의 스파이였던 에바는 더 보스에게 받은 현자의 유산을 가지고 떠나지만, 실제로는 가짜였으며, 오셀롯(실제로는 아담)에 의해 진짜는 미국의 손에 떨어진다. 스네이크는 임무 완수의 공적으로 '더 보스를 뛰어넘는자'라는 뜻의 "빅 보스"라는 칭호를 받게 된다.

### 메탈 기어 (MSX2)
1995년, 갈쯔부르그 북쪽 200km에 있는 남아프리카의 아우터 헤븐이 정체불명의 용병들에게 장악당한다. 소문에 따르면, 아우터 헤븐 요새의 가장 안쪽에서는 대량 학살 무기가 개발되고 있다고 한다. 정부는 최신 기술로 무장한 특수부대 폭스하운드에게 기지에 진입하여 그 무기에 대한 정보를 파악하고 파괴하라는 명령을 내린다. 작전명 "인트루드 N313"에 따라 폭스하운드의 대원인 그레이 폭스는 아우터 헤븐 요새에 잠입한다. 며칠 후, 그레이 폭스는 "메탈 기어..."라는 메시지만을 남긴 채 연락이 끊기게 된다.
폭스하운드를 지휘하는 빅보스는 신병 솔리드 스네이크에게 명령을 내려 실종된 그레이 폭스를 찾고, 그의 임무를 수행하도록 한다. 아우터 헤븐에 침입한 스네이크는 신형 핵무기 시스템 메탈기어를 찾아내고, 감금되어 있는 메탈기어의 과학자로부터 메탈기어의 파괴 방법을 알아낸다. 아우터 헤븐을 지키는 병사들과 각종 방어 장치들을 통과하여 메탈기어의 파괴에 성공한 스네이크는 아우터 헤븐의 지휘관과 직면하게 되는데, 그는 바로 폭스하운드의 대장인 빅보스였다. 아우터 헤븐의 자폭장치를 작동시킨 빅보스는 스네이크와 최후의 전투를 벌이게 되고, 승리한 스네이크는 폭발하는 요새를 뒤로한채 탈출에 성공한다.

### 메탈 기어 2: 솔리드 스네이크 (MSX2)
1999년, 냉전은 누그러지고 강대국들의 핵무기 해제는 21세기에 밝은 빛을 비추는 듯했다. 그러나 세계의 모든 문제가 해결된 것은 아니었다. 여러 차례의 오일 쇼크는 새로운 핵융합 에너지를 포함한 새로운 에너지원의 개발에 박차를 가하게 되었다. 그러나, 여전히 자동차등의 이동수단들은 기름을 필요로 하고 있었다. 이에 대한 돌파구가 체코의 프라하에 있는 키오 마르프 박사가 개발하였는데, 그것은 석유급의 탄화수소를 만들어내는 해조류를 이용하는 것이었다. 그러나 박사는 무장단체에게 잔지바 랜드라는 요새국가로 납치되게 된다.
솔리드 스네이크는 박사를 구출하기 위해 파견된다. 그는 잔지바 랜드의 지도자가 석유 공급 및 핵무기를 통하여 세계를 인질로 잡으려는 계획을 알게 된다. 잔지바 랜드의 최고 권력에 있는 사람은 다름 아닌 빅보스였으며, 그의 새로운 부관은 스네이크의 옛 동료였던 그레이 폭스였다. 스네이크는 성공적으로 메탈기어를 파괴하고 빅보스를 타도하나, 그 자신은 가장 가까운 친구의 피를 손에 묻히게 된다. 임무를 완수한 스네이크는 군을 떠나 알레스카로 모습을 감춘다.

### 메탈 기어 솔리드 (PlayStation)
2005년 2월, 은퇴해 있던 솔리드 스네이크는 예전 상관이었던 로이 캠벨 대령에게 불려와 다시 임무에 투입된다. 특수부대 폭스하운드와 차세대 특수부대(Next Generation Special Force)가 알래스카의 여우 군도에 있는 섀도 모세스 섬에서 훈련 수행 중, 미국 정부에 반란을 일으킨 것이었다. 그들의 요구조건은 전설의 용병 빅보스의 유해였으며, 24시간 내에 요구조건이 만족되지 않을 경우 핵무기를 발사하겠다고 위협하고 있었다. 스네이크의 임무는 두가지로, 첫째는 핵무기 폐기 처리장에 침투하여 DARPA 국장 도널드 앤더슨과 암스테크 사장 케네스 베이커를 구출하는 것이며, 두 번째는 테러리스트의 핵무기 발사를 저지하는 것이었다.
스네이크는 DARPA 국장과 암스테크 사장의 구조를 시도하지만, 둘 다 갑작스런 발작과 함께 심장마비로 사망한다. 이는 스네이크가 핵발사 저지가 아닌, 폭스다이라는 특수 제작 바이러스를 통해 그들을 제거하기 위해 파견된 것이었다. 또한, 반란을 주도한 리퀴드 스네이크는 메탈기어의 잠금장치 해제를 위해 스네이크를 이용한다. 임무 수행중 스네이크는 캠벨 대령의 조카인 메릴과 메탈기어의 개발자인 할 "오타콘" 에머리히를 만나게 된다. 또한 닌자의 모습을 한 사이보그를 만나게 되는데, 이는 과거의 친구이자 자신이 쓰러뜨렸던 그레이 폭스였다. 솔리드 스네이크는 리퀴드 스네이크에게서 그들이 빅보스의 유전자에서 복제되어 만들어진 쌍둥이라는 사실을 알게 된다. 스네이크는 사이보그 그레이 폭스의 도움을 받아 메탈기어 렉스를 파괴하는 데 성공하나, 그레이 폭스는 메탈기어에게 살해된다. 솔리드와 리퀴드는 치열한 대결을 벌이게 되고, 리퀴드는 폭스다이의 작용으로 사망한다.

### 메탈 기어 솔리드 2: 선즈 오브 리버티 (PlayStation 2)

#### 탱커편
섀도 모세스 사건 후 2년, 오타콘과 함께 반 메탈기어 비정부단체인 필란스로피를 결성한 솔리드 스네이크는, 미해병대가 개발한 신형 메탈기어의 정보를 입수하고 그것을 조사하기 위해 유조선 디스커버리호에 잠입한다. 그러나 그와 동시에 GRU의 세르게이 글루코비치가 지휘하는 러시아의 테러리스트들이 유조선을 장악한다. 스네이크는 세르게이의 딸 올가 글루코비치를 마취총으로 잠재우고, 화물칸으로 잠입하여 메탈기어 레이의 사진을 찍는 데 성공한다 메탈기어 레이는 수륙양용으로서, 이미 널리 퍼져버린 메탈기어 렉스를 제압할 수 있는 용도로 개발되었다. 스네이크가 사진의 전송을 마쳤을 때, 세르게이와 함께 잠입한 오셀롯이 세르게이를 살해하고 유조선을 침몰시킨다. 침몰하는 유조선을 뒤로한 채 오셀롯은 메탈기어 레이를 탈취하여 대통령에게 보고를 한다.

#### 플랜트편
유조선 사건 이후 2년, 침몰한 유조선에서 흘러나온 기름을 정화하기 위해 뉴욕의 해안에는 "빅쉘"이라는 대형 정화 시설이 가동중이었다. 빅쉘을 방문중이던 대통령과 환경단체의 간부들은, 솔리드 스네이크가 이끌고 대테러부대 데드셀이 참가하는 "선즈 오브 리버티"(자유의 아들들)이라는 단체에게 인질로 잡힌다. 코드명 라이덴(잭)은 빅쉘에 침투하여 인질들을 구출하고 테러리스트를 무력화하는 임무를 맡게 된다. 임무 수행 중 플리스킨 중위를 만난 라이덴은, 플리스킨이 솔리드 스네이크이고, 자유의 아들들을 지휘하는 것은 빅보스의 세 번째이자 완전한 클론인 솔리더스임을 알게 된다. 또한, 빅쉘은 정화시설이 아니라 패트리어트라는 단체가 만든 아스널 기어라는 요새였으며, 이 중심부에는 대중을 조작할 수 있는 "GW"라는 수퍼컴퓨터가 있었다. 또한, 라이덴을 무전으로 지원하는 캠벨 대령과 로즈마리는 실제 인물이 아니라 GW가 만들어낸 환상이었음을 알게 된다. 라이덴은 데드셀을 물리치고 오타콘과 동생 에마의 도움을 받아 GW에 바이러스를 전송하여 아스널 기어를 무력화 시키지만, 에마는 데드셀의 대원중 한명인 뱀프에게 살해당한다. 데드셀의 대원들중에는 뱀프만이 살아남게 되며, 오셀롯의 몸은 리퀴드 스네이크에게 지배당한다. 패트리어트(애국자들)의 지배에서부터 벗어나서, 진정한 자유의 아들들이 되기를 꿈꿨던, 솔리더스를 무찌른 라이덴은 GW의 환상이 아닌 진짜 로즈마리와 재회하게 되며, 스네이크와 오타콘은 진정한 적, 패트리어트를 찾기 위해 떠난다.

### 메탈 기어 솔리드 4: 건즈 오브 더 패트리어츠 (PlayStation 3)

#### 액트1 - 리퀴드 선(액체 태양)
아스날 기어의 사건 이후, 세계 곳곳, 특히 중동에서는 '패트리어트'에 의해서 전쟁이 일어나고 그 전쟁을 통해 자본이 유통되는 형세가 된다. 오랜기간 자체적으로 '패트리어트'의 정체를 알기위해 조사해왔던 '솔리드 스네이크'와 '오타콘'은 어느날, '캠벨'대령의 방문으로 '패트리어트'의 수하인 '리퀴드 오셀롯'이 어디에 있는지 알아냈다는 정보를 입수한다. 그것은 중동. 드디어 그곳으로 투입되는 '솔리드 스네이크'는 이미 유전자조작의 부작용으로 몸이 급격히 노화되어 70대 노인의 모습을 하고 있었다. 급격히 노화된 육체와 약해진 체력을 강화장비로 보강하며, '리퀴드 오셀롯'에게 다가가던 '솔리드 스네이크'는 의문의 흑인 무기암시장 딜러,'드레빈'을 만나게 된다.

## 성우

### 메탈 기어 솔리드
| 등장인물            | 영어 성우         | 일어 성우       |
| ------------------- | ----------------- | --------------- |
| 솔리드 스네이크     | 데이비드 헤이터   | 오쓰카 아키오   |
| 리퀴드 스네이크     | 캠 클라크         | 긴가 반조       |
| 메릴 실버버그       | 데비 메이 웨스트  | 데라세 교코     |
| 나오미 헌터         | 제니퍼 헤일       | 쓰루 히로미     |
| 할 에머리히(오타콘) | 크리스토퍼 랜돌프 | 다나카 히데유키 |
| 로이 켐벨           | 폴 아이딩         | 아오노 다케시   |
| 메이 링             | 킴 메이 게스트    | 쿠와시마 호코   |
| 그레이 폭스         | 그레그 이글스     | 시오자와 가네토 |
| 나타샤 로마넨코     | 러네이 로드먼     | 야마다 에이코   |
| 리볼버 오셀롯       | 패트릭 지머먼     | 도타니 고지     |
| 발칸 레이븐         | Peter Lurie       | 호리 유키토시   |
| 싸이코 맨티스       | 더그 스톤         | 소가베 가즈유키 |
| 스나이퍼 울프       | Tasia Valenza     | 나카무라 나오코 |
| 도널드 앤더슨       | 그레그 이글스     | 사토 마사하루   |
| 케네쓰 베이커       | 앨런 루리         | 후지모토 유즈루 |
| 짐 하우스만         | William Bassett   | 아소 토모히사   |
| 게놈병사A           | 더그 스톤         | 다카쓰카 마사야 |
| 게놈병사B           | 피터 루리         | 이마무라 나오키 |
| PAL 컴퓨터 음성     | Tasia Valenza     | 나카무라 나오코 |
| 적병                | 스콧 돌프         |                 |
| 조니 사사키         | 딘 쇼필드         | 이마무라 나오키 |

### 메탈 기어 솔리드 2
| 등장인물             | 영어 성우            | 일어 성우       |
| -------------------- | -------------------- | --------------- |
| 솔리드 스네이크      | 데이비드 헤이터      | 오쓰카 아키오   |
| 라이덴               | 퀸턴 플린            | 호리우치 켄유   |
| 할 에머리히 (오타콘) | 크리스토퍼 랜돌프    | 다나카 히데유키 |
| 솔리더스 스네이크    | 존 사이건            | 오쓰카 아키오   |
| 리볼버 오셀롯        | 패트릭 지머먼        | 도타니 고지     |
| 대령                 | 폴 아이딩            | 아오노 다케시   |
| 로즈마리             | 라라 코디            | 이노우에 기쿠코 |
| 올가 글루코비치      | 버네사 마셜          | 데라세 교코     |
| 포츈                 | 모라 게일            | 토마 유미       |
| 뱀프                 | 필 라마              | 오키아유 료타로 |
| 리퀴드 스네이크      | 캠 클라크            | 긴가 반조       |
| 팻맨                 | 배리 데넌            | 시오야 고조     |
| 피터 스틸만          | 그레그 이글스        | 이즈카 쇼조     |
| 에마 에머리히(E.E)   | 제니퍼 헤일          | 마리아 야마모토 |
| 세르게이 글루코비치  | 얼 보엔              | 사카 오사무     |
| 스캇 돌프            | 케빈 마이클 리처드슨 | 고리 다이스케   |
| 리처드 에임즈        | Pete Renaday         | 사토 마사하루   |
| 존슨 대통령          | Paul Lukather        | 후지모토 유즈루 |
| 메이 링              | 킴 메이 게스트       | 쿠와시마 호코   |
| 조니 사사키          | 딘 스코필드          | 이마무라 나오키 |
| 발칸 레이블 장난감   | 피터 루리            | 오카지마 시게오 |
| Mr.X                 |                      | 시오자와 가네토 |

### 메탈 기어 솔리드 3
| 등장인물                   | 영어 성우                 | 일어 성우           |
| -------------------------- | ------------------------- | ------------------- |
| 네이키드 스네이크          | 데이비드 헤이터           | 오쓰카 아키오       |
| 에바                       | Suzetta Miñet             | 와타나베 미사       |
| 제로 소령                  | 짐 피덕                   | 긴가 반조           |
| 파라메딕                   | 헤더 핼리                 | 쿠와시마 호코       |
| 시긴트                     | 제임스 C. 매시스 3세      | 후지와라 케이지     |
| 더 보스                    | 로리 앨런                 | 이노우에 기쿠코     |
| 볼긴 대령                  | 닐 로스                   | 우쓰미 겐지         |
| 오셀롯                     | 조시 키턴                 | 야마자키 다쿠미     |
| 더 페인                    | 그레그 버거               | 에가와 히사오       |
| 더 피어                    | 마이클 벨                 | 다나카 카즈미       |
| 디 엔드                    | J. 그랜트 올브렉트        | 사카 오사무         |
| 더 퓨리                    | 리처드 도일               | 엔도 다케시         |
| 더 소로우                  | 데이비드 A. 토머스 주니어 | 호리 유키토시       |
| 흐루시쵸프                 | 데이비드 A. 토머스 주니어 | 시오야 고조         |
| 소코로프                   | 브라이언 커밍스           | 다쓰타 나오키       |
| 그라닌                     | 짐 워드                   | 아오노 다케시       |
| 이반 라이데노비치 라이코프 | 찰리 슐래터               | 호리우치 켄유       |
| 존슨 대통령                | 리처드 맥고너글           | 하시 다카야         |
| 조니                       | ??                        | ??(존재만으로 의의) |

## 참조